# Тапуоси
Тапуоси (тонг. Tapuʻosi) — высший священный верховный правитель Империи Тонга из династии Туи-тонга.

## Биография
В XII—XIII веках династии Туи-тонга удалось создать обширную империю в которую входили острова Фиджи, Тувалу, Ниуэ и большая часть Самоа. Однако правители Туи-тонга отличались большой жестокостью, что, в свою очередь, зачастую заканчивалось их убийством (например, при власти были убиты туи-тонга Хавеа I, Хавеа II и Такалауа). Политическая деятельность Туи-тонга вызвала недовольство среди населения империи, поэтому в 1470 году, после убийства туи-тонга Такалауа, они были изгнаны на Самоа. Тапуоси был сыном и преемником 27-го туи-тонга Кауулуфонуа II. Тапуоси попытался установить свою власть на островах Вавау. Однако эта попытка не увенчались успехом и туи-тонга был вынужден смириться с передачей политической власти на Тонга туи-хаатакалауа. Только после этого ему было разрешено вернуться на Родину. Тапуоси вернулся в Муа и выполнял в дальнейшем роль верховного жреца в Тонга. Он был убит увеанцем по имени Улуаки-мата, который сам стал туи-тонга под именем Улуаки-мата I.